# Чмерук, Сергей Андреевич
Сергей Андреевич Чмерук (21 февраля 1971) — украинский футболист, полузащитник.

## Игровая карьера
С 1992 по 1994 года играл в любительской команде «Благо» (Благоево), параллельно выступая в чемпионате Молдавии за «Нистру» (Чобручи). В национальной лиге сыграл 11 матчей, забил 1 гол.
В 1995 году, вместе с одноклубником Андреем Лисаковским, перешёл из «Благо» в СК «Николаев». В высшей лиге чемпионата Украины дебютировал 10 марта 1995 года в игре с «Темпом» (0:3). Всего в «вышке» сыграл 12 матчей, выходя лишь на замены.
Сезон 1997/98 гг. провёл в овидиопольском «Днестре», которому помог после семилетнего перерыва стать чемпионом Одесской области (в четвёртый раз в истории).